# Michael Weikath
Michael Ingo Joachim Weikath (Hamburgo, Alemania, 7 de agosto de 1962) es el guitarrista de la banda de power metal Helloween.
Su nombre es una referencia para el metal melódico o el power metal, puesto que él contribuyó mucho a las innovaciones que ocurrieron en el sonido del heavy metal en el principio de los años 80.

## Biografía
Michael Weikath nació en Hamburgo y desde muy pequeño fue un apasionado de la música. De cuatro a cinco años, se tumbaba en la hierba, miraba el cielo y creaba melodías en su cabeza. Empezó a interesarse seriamente por la música en 1971 y, de niño, pasaba gran parte de su tiempo frente al estéreo de válvulas de sus padres, escuchando todas las emisoras disponibles en aquel momento.
En 1974, empezó a tocar la guitarra y más tarde a ensayar con sus amigos. Formó su primera banda, Powerfool, en 1978. Antes de formar Helloween, trabajó para una compañía discográfica de venta por correo. En 1982, realizó un importante servicio social como alternativa al servicio militar. Las principales bandas que lo han influenciado son The Beatles, Deep Purple, Scorpions, UFO, Van Halen, Led Zeppelin, Sex Pistols, y Wishbone Ash. Los guitarristas que más lo influenciaron cuando empezó a tocar son Eric Clapton, Jimi Hendrix, Ritchie Blackmore, Uli Jon Roth, y Eddie Van Halen.
Weikath es uno de los miembros fundadores de Helloween, y junto con los músicos Kai Hansen (voz/guitarra), Markus Grosskopf (bajo) e Ingo Schwichtenberg (batería), Weikath integró la segunda formación de Helloween en 1982. No obstante lo anterior, fue con esta formación que la banda comenzó a cosechar sus primeros éxitos.
En 1984 la banda había firmado un contrato con Noise Records y grabaron dos canciones para una compilación de Noise Records que se llamó Death Metal. En este álbum, él creó la canción “Oernst Of Life”. Algunas otras grandes canciones que él ha compuesto son “Dr. Stein”, “Keeper Of The Seven Keys”, “A Tale That Wasn't Right”, “How Many Tears”, “Eagle Fly Free”, “Windmill”, “Heavy Metal Hamsters”, “Secret Alibi”, “Power”, “Kings Will Be Kings”, “I Can”, “Salvation”, “Do You Feel Good?”, “Get It Up”, “Born On Judgment Day” y el reciente "The Saints" también esta el nuevo disco 7 SINNERS con la canción raise the noise
La formación actual de Helloween incluye a Sascha Gerstner (guitarra), Andi Deris (voz), Markus Grosskopf (bajo) así como el recién llegado Dani Löble (batería), Kai Hansen (guitarra) y Michael Kiske (voz).
Michael Weikath también es conocido por su creatividad y grandes riff. En una entrevista con él en 1998, la revista web Chaotic Critiques destacó los temas espirituales ocasionales y las melodías inspiradoras en canciones como "¡Hey Lord!" y preguntó si la banda tenía algún tipo de espiritualidad. Weikath respondió que todos, excepto Uli Kusch , eran cristianos. Weikath declaró ser católico .  Actualmente vive en Puerto de la Cruz, Tenerife (España).